# Hans Henning Schreiber

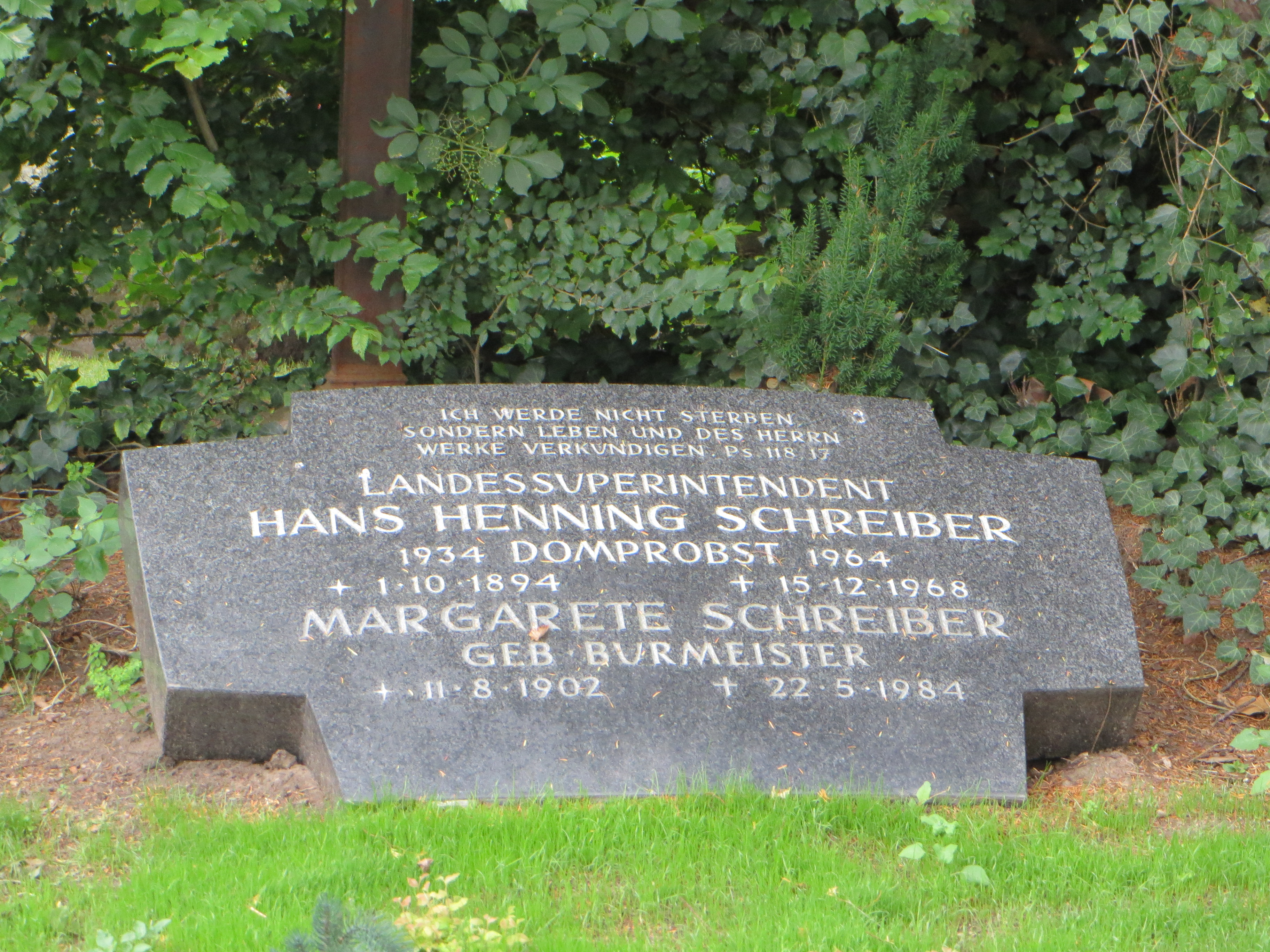
Grab Hans Henning Schreibers und seiner Frau auf dem Friedhof am Ratzeburger Dom

Hans Henning Schreiber (* 1. Oktober 1894 in Wulkenzin; † 15. Dezember 1968 in Ratzeburg) war ein deutscher evangelisch-lutherischer Geistlicher, Landessuperintendent und Dompropst am Ratzeburger Dom.

## Leben
Schreiber war der Sohn eines Landwirts und Pfarrpächters. Er besuchte das Gymnasium in Neubrandenburg und begann sein Studium der Evangelischen Theologie an der Universität Erlangen. Unterbrochen durch Kriegsdienst im Ersten Weltkrieg, schloss er es ab Februar 1919 an der Universität Rostock ab. Hier wurde er 1913 Mitglied im Akademischen Gesangverein Redaria (seit 1920 Rostocker Burschenschaft Redaria).
1921 wurde er zum Pastor von St. Laurentius in Schönberg berufen. Zum 1. Januar 1934 wechselte er als Dompropst an den Ratzeburger Dom. Diese Stelle war ab April 1934 verbunden mit der des Landessuperintendenten des Kirchenkreises Schönberg, der das Gebiet des ehemaligen Fürstentums Ratzeburg umfasste.
Mit der Grenzziehung als Folge des Zweiten Weltkriegs verlor Schreiber, der in Ratzeburg blieb, den größten Teil seines geistlichen Aufsichtsbezirks. Der Dom und seine Gemeinde, zu der auch die Bäk gehört, blieb Teil der Evangelisch-Lutherischen Landeskirche Mecklenburgs, die jedoch nach Gründung der DDR an der Verwaltung gehindert war und deshalb 1954 per Kirchengesetz den Verwaltungsbezirk Ratzeburg schuf, der auch die nun von Schreiber mitbetreute Kirchengemeinde Ziethen umfasste. Es gelang Schreiber, den Domhof Ratzeburg zu einem Zentrum der im Westen lebenden Mecklenburger zu machen und die ausgelagerten mecklenburgischen Kirchenbücher in das Domarchiv zu holen. In den Räumen des Domklosters gab er 1961 auch der 1954 in Lübeck gegründeten, dann Ratzeburger Paramentenwerkstatt eine dauerhafte Bleibe.
Zum 31. Oktober 1964 trat er in den Ruhestand, betreute aber noch bis zu seinem Tod ehrenamtlich das Domarchiv.
Er war verheiratet mit Margarete, geb. Burmeister (* 11. August 1902; † 22. Mai 1984).

## Schriften
- Der Dom zu Ratzeburg. Acht Jahrhunderte. Ratzeburg : Buchhandlung Kutscher in Kommission 1954; 9. Auflage Hamburg: Parbs 1966.
- Heinrich Arminius Riemann. Der Lebensweg eines Ratzeburger Domschülers (1793-1872). In: Carolinum 29 (1963/1964), 39, S. 53–56.
- Dörchläuchting’s Haus auf dem Domhof zu Ratzeburg. In: Carolinum 32 (1966/67), 46, S. 50–57.
- Die 500-Jahrfeier der Rostocker Universität 1919. In: Carolinum 35 (1969), 52, S. 53–59.